# Blandede hold ved sommer-OL 1900
Blandede hold under sommer-OL 1900. Under de første olympiske lege var det tilladt med hold af udøvere fra forskellige nationer. IOK har kategoriseret blandede hold (mixed team) med landskoden ZZX. Under Sommer-OL 1900 var der flere af holdene som vandt medaljer. 

## Medaljer
| 1900 Paris         | Guld | Sølv | Bronze | Total |
| De olympiske ringe | 6    | 3    | 3      | 12    |

## Medaljevinnerne
| Blandede hold under OL 1900 Paris | Blandede hold under OL 1900 Paris | Blandede hold under OL 1900 Paris | Blandede hold under OL 1900 Paris | Blandede hold under OL 1900 Paris |
| Medaljer                          | Udøver | Sport                             | Øvelse                            | Resultat                          |
| --------------------------------- | --- | --------------------------------- | --------------------------------- | --------------------------------- |
| Gull                              | Storbritannien GBR Charles Bennett · Storbritannien GBR John Rimmer · Storbritannien GBR Sidney Robinson · Storbritannien GBR Alfred Tysoe · Australien AUS Stanley Rowley                              | Atletik                           | 5000 meter holdløb                |                                   |
| Gull                              | Foxhunters Hurlingham: · Storbritannien GBR John Beresford · Storbritannien GBR Denis St. George Daly · USA Foxhall Parker Keene · USA Frank MacKey · Storbritannien GBR Alfred Rawlinson               | Polo                              | Polo                              |                                   |
| Gull                              | Minerva Amsterdam · Nederland NED François Brandt · Nederland NED Roelof Klein · Frankrig FRA ukendt fransk mand som styrmand                                                                           | Roning                            | toer med styrmand                 | 7.34,2                            |
| Gull                              | Ollé: · Storbritannien GBR Edward William Exshaw · Frankrig FRA Frédéric Blanchy · Frankrig FRA Jacques Le Lavasseur                                                                                    | Sejlsport                         | klasse 2 til 3 ton (1. race)      | 2.17.30                           |
| Gull                              | Ollé: · Storbritannien GBR Edward William Exshaw · Frankrig FRA Frédéric Blanchy · Frankrig FRA Jacques Le Lavasseur                                                                                    | Sejlsport                         | klasse 2 til 3 ton (2. race)      | 4.17.34                           |
| Gull                              | Sverige SWE Gustaf Söderström · Sverige SWE Karl Gustaf Staff · Sverige SWE August Nilsson · Danmark DEN Eugen Schmidt · Danmark DEN Edgar Aabye · Danmark DEN Charles Winckler                         | Tovtrækning                       | Tovtrækning                       |                                   |
| Sølv                              | BLO Polo Club Rugby: · Storbritannien GBR Walter Buckmaster · Storbritannien GBR Frederick Freake · Storbritannien GBR Jean de Madre · USA Walter McCreery                                              | Polo                              | Polo                              |                                   |
| Sølv                              | Frankrig FRA Max Décugis · USA Basil Spalding de Garmendia | Tennis                            | double mænd                       |                                   |
| Sølv                              | Frankrig FRA Hélène Prévost · Storbritannien GBR Harold Mahoney | Tennis                            | mixeddouble                       |                                   |
| Bronse                            | Bagatelle Polo Club de Paris: · Storbritannien GBR Frederick Agnew Gill · Frankrig FRA Robert Fournier-Sarlovèze · Frankrig FRA Édouard Alphonse James de Rothschild · Frankrig FRA Maurice Raoul-Duval | Polo                              | Polo                              |                                   |
| Bronse                            | USA Marion Jones · Storbritannien GBR Lawrence Doherty | Tennis                            | mixeddouble                       |                                   |
| Bronse                            | Bøhmen BOH Hedwiga Rosenbaumová · Storbritannien GBR Archibald Warden | Tennis                            | mixeddouble                       |                                   |